# Matteo da Campione

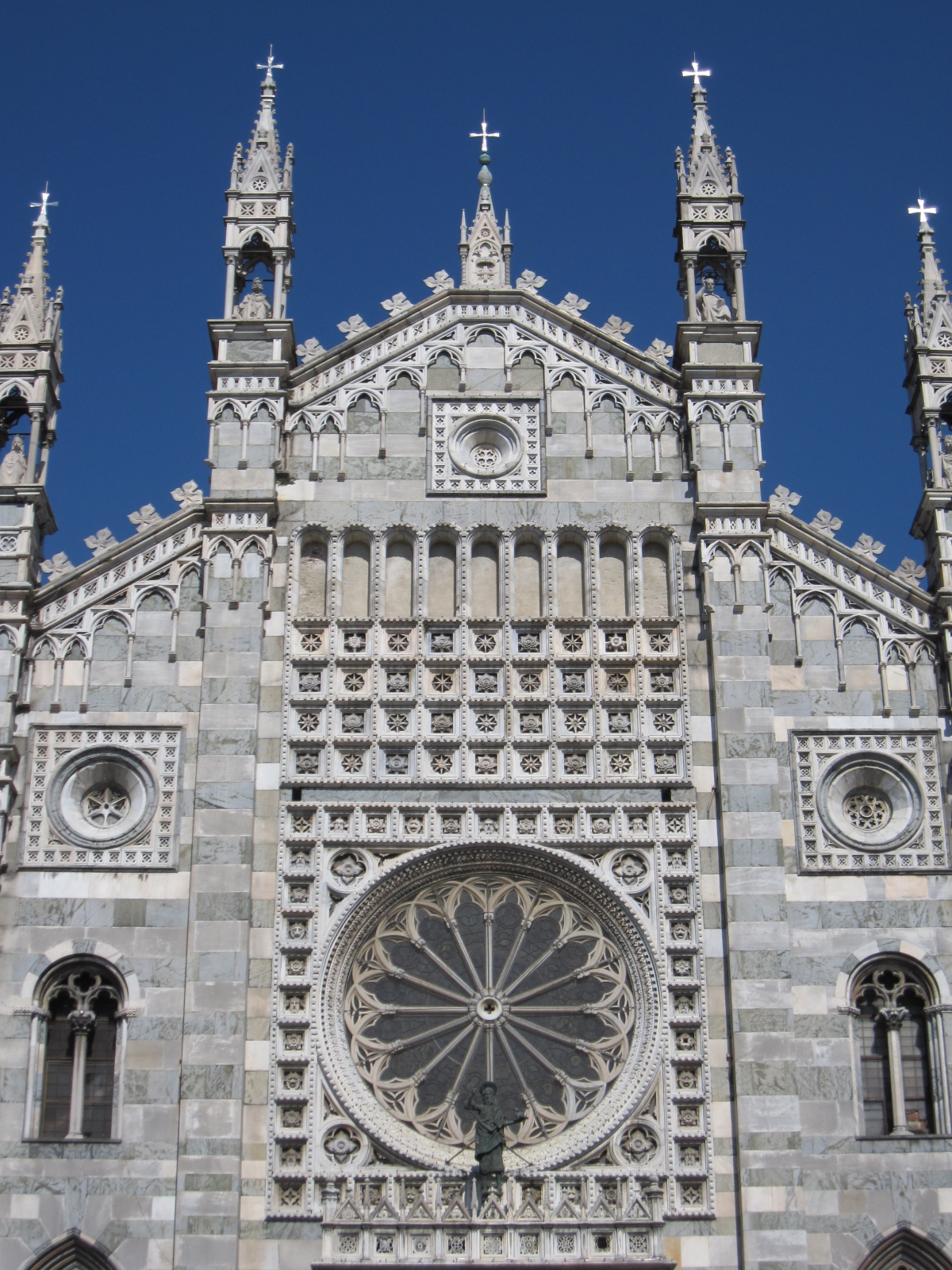
Façana de la catedral

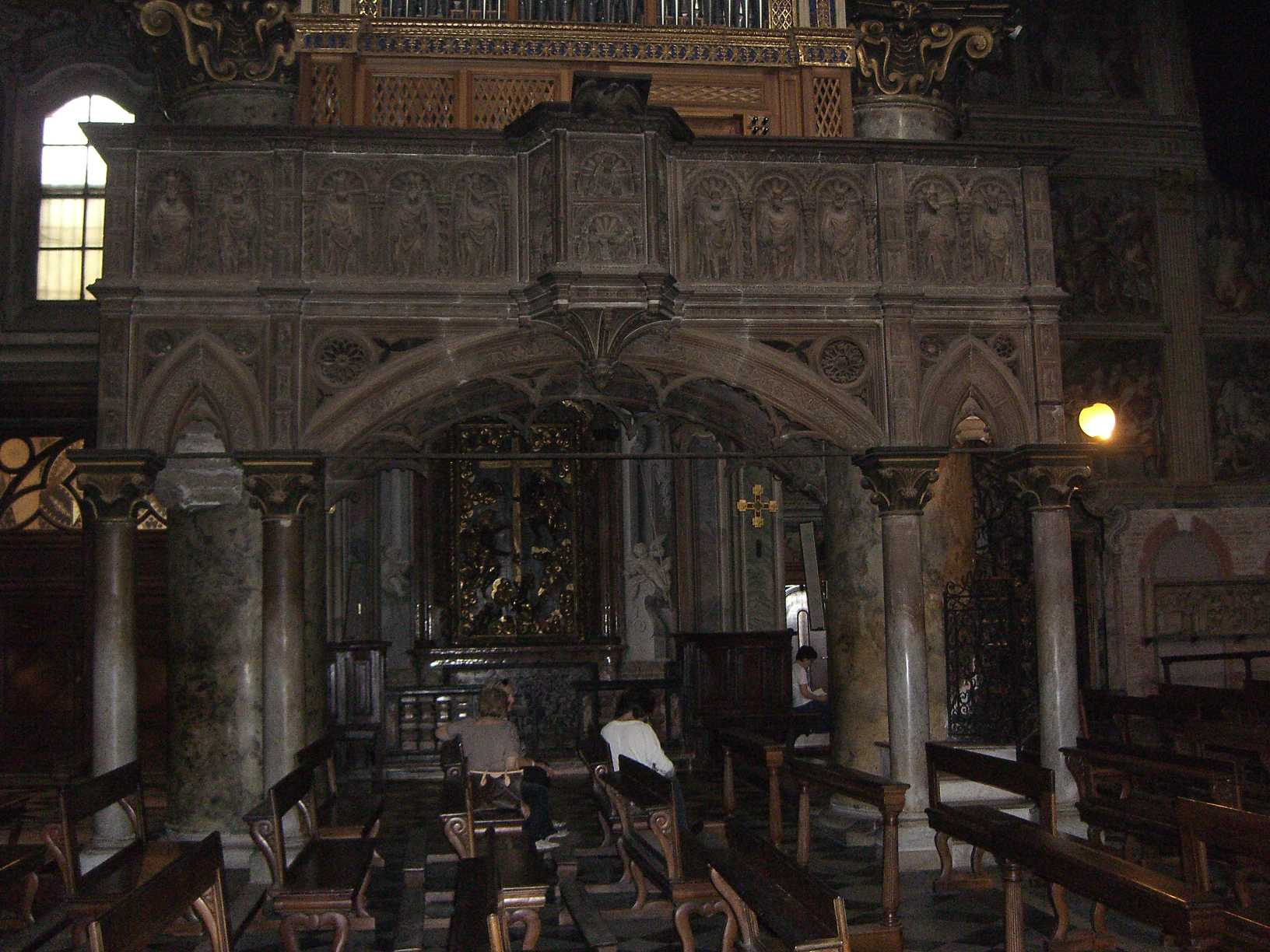
Púlpit de la catedral

Matteo da Campione (Campione d'Itàlia, circa del 31 de maig de 1335 - 24 de maig de 1396, Monza) va ser un escultor i arquitecte italià del gòtic. És principalment conegut pel seu treball a la catedral de Monza al nord de Milà.

## Biografia
La seva data de naixement no està documentada de manera precisa, tanmateix, pertany al grup d'aquells picapedrers llombards, originaris de la zona dels llacs, coneguts com els Mestres de Campione i que estaven actius al nord d'Itàlia a la fi del segle xii fins al final del segle xiv. El nom da Campione es va donar a causa de la procedència geogràfica, no constitueix un nom familiar.
A mitjan segle xiv, Matteo va rebre l'encàrrec pel Visconti de Milà, per a la transformació de la catedral de Monza, on, mitjançant la realització de la doble funció de l'arquitecte i escultor, va ser l'autor de la façana, el baptisteri i el púlpit.

Va morir l'any 1396 i està enterrat en la Capella del Roser a l'interior de la catedral. L'epitafi de Matteo es troba en la paret exterior de la capella i la inscripció d'aquesta placa, diu en caràcters gòtics i en llatí:
| « | HIC IACET ILLE MAGN(US) EDIFICATOR DEVOT(US) M(A)G(ISTE)R M(A)THE(US) DE CAMPIOLIONO Q(UI) HIUS SACRO STANTE ECCL(ESI)E FATIEM EDIFICAVIT EVANGELIZATORIUM AC BABTISTERIUM Q(UI) OBIIT ANNO D(OM)INI MCCCLXXXXVI DIE XXIIII MENSIS MAII | » |